# Благодатное (Витовский район)
Благода́тное (укр. Благодатне, до 2016 года — Комсомо́льское) — село в Витовском районе Николаевской области Украины. Основано в 1939 году. Население по переписи 2001 года составляло 474 человека. Занимает площадь 0,375 км².